# Asphinctopone
Asphinctopone – rodzaj mrówek należący do podrodziny Ponerinae, sklasyfikowany w przez Santschiego w roku 1914.

## Gatunki
Rodzaj obejmuje 3 gatunki:
- Asphinctopone lamottei (Bernard, 1953)
- Asphinctopone lucida (Weber, 1949)
- Asphinctopone silvestrii (Santschi, 1914)